# Famille Nenadović

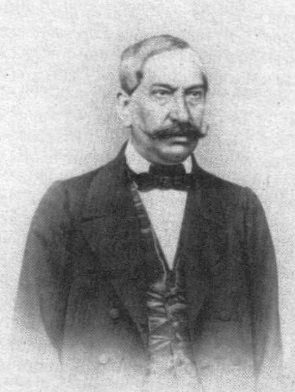
Alexandre Nenadović (1815-1881).

La famille Nenadović (en serbe cyrillique : Ненадовићи) constituent une grande famille de Serbie. Pendant la période ottomane, elle fut une famille princière de la région de la Tamnava et de la Posava dans la nahija de Valjevo, avec des personnalités comme Aleksa Nenadović et son frère, le voïvode Jakov Nenadović, qui fut le premier ministre de l'Intérieur de la principauté de Serbie. Parmi les autres personnalités de la famille, on peut citer Jevrem Nenadović, le voïvode Sima Nenadović, Ljubomir Nenadović, qui fut écrivain et ministre de l'Éducation, ou encore la princesse Persida Karađorđević, née Nenadović, qui fut la mère du roi Pierre Ier de Serbie.

## Origine
Selon les Mémoires de Matija Nenadovića, les Nenadović sont originaires « de Bir(a)č, en Herzégovine, à la frontière avec le Monténégro » ; en revanche, les avis sont partagés sur la localisation exacte de ce village. Selon certains auteurs Bir(a)č serait situé sur le territoire de Banjani ; au moment de la guerre de Candie (1645-1669), une révolte aurait éclaté contre les Turcs sur le territoire du village et, en représailles, de nombreux dignitaires auraient été exécutés, provoquant ainsi une vague de départs vers la Serbie. Selon d'autres auteurs, les Nenadović seraient originaires de la région de la Morača et du village de Birač dans l'est de la Bosnie ; après la grande migration serbe de 1690, au début du XVIIIe siècle, la famille aurait quitté le village pour s'installer à Osečina dans la nahija de Valjevo puis, vers 1750, elle serait venue habiter à Brankovina, dans la région de la Tamnava.

## Filiation
L'arbre généalogique des Nenadović se présente de la manière suivante :
1. Grigorije Nenadović (vers 1650 – 1714), métropolite de la Raška et de Valjevo
2. Nenad, frère du métropolite Grigorije, vlastnik (souverain, knez)
  1. Stanoje Nenadović (vers 1690 -1749), fils de Nenad, neveu de Grigorije, obor-knez de la nahija de Valjevo
  2. Petko Nenadović, frère du prince Stanoje
    1. Stefan Nenadović
      1. Aleksa Nenadović (vers 1749-1804), petit-fils de Stanoje, obor-knez des régions de la Tamnava et de la Posava ; marié avec Jovanka Đelmašević, dont il eut six fils et trois filles.
        1. Nikola Nenadović
          1. Konstantin Nenadović, commandant d'artillerie de la principauté de Serbie en 1858.

        2. Petar Nenadović, peintre d'iconostases et des de fresques
        3. Sima Nenadović (1793-1815), voïvode
        4. Mateja Nenadović (1777-1854), protoprêtre, voïvode, premier président du Praviteljstvujušči sovjet srspki ; marié à Mirjana Hadžić de la famille des Hadžić, sœur de Hadži-Ruvim ; marié ensuite à Jovana Milićević de Ranilović.
          1. Ljubomir Nenadović (1826-1995), écrivain, ministre de l'Éducation
          2. Svetozar Nenadović, directeur de la prison de Topčider ; à Jelena Protić, de la famille des Protić, fille du général-major Đorđe Protić ; il a eu d'elle cinq enfants.
            1. Aleksa Nenadović, avocat au ministère des Finances, marié à Jelena Milivojević, dont il a eu neuf enfants.
              1. Jakov Nenadović (1873-1925), inspecteur de la police, directeur de la prison de Niš, marié à Anđelija Petrović-Njegoš, de la famille royale monténégrine des Petrović-Njegoš
              2. Sima Nenadović (Valjevo 1888 - Osnabrück, 1953), général de brigade dans l'infanterie
              3. Ljubomir Nenadović (1885-1950), inspecteur de la police
              4. Jevrem Nenadović (1890-1969), juge de district
              5. Jovan Nenadović (1891-1980)

            2. Mateja Nenadović (1856-1933), industriel et maire de Valjevo, marié à Kosara Zdravković dont il a eu sept enfants.
              1. Svetozar Nenadović (1890-1944)
              2. Đorđe Nenadović (1891-1978), juge, lieutenant colonel, un des 1300 caporaux.
              3. Dušan Nenadović (1895-1969), juge militaire, colonel
              4. Momčilo Nenadović (1899-1943), médecin

      2. Jakov Nenadović (1765-1836), voïvode et commandant des nahijas de Valjevo, Šabac, Soko et Užice, marié à Nerandža.
        1. Jevrem Nenadović, voïvode
          1. Persida Nenadović, princesse de Serbie, mariée au prince Alexandre Karađorđević, mère du roi Pierre Ier de Serbie. Cf. Karađorđević.
          2. Bosiljka Nenadović
          3. Anka Nenadović
          4. Mladen Nenadović, capitaine de cavalerie, marié à Sofija Barlovac
            1. Jakov Nenadović (1865-1915), professeur de droit, chef d'État-major du roi Pierre Ier, représentant du roi à Istanbul
              1. Jevrem Nenadović
              2. Aleksandar Nenadović